# 城南寺町
城南寺町（じょうなんてらまち）は、大阪府大阪市天王寺区にある町名。丁番を持たない単独町名である。

## 地理
天王寺区の北西部に位置し、東に餌差町、西に上本町、南に東高津町、北に空清町と接している。町内では、多くの寺院が設置されている。

## 歴史
江戸時代に形成された寺町の八丁目中寺町（15ヶ寺）と八丁目東寺町（11ヶ寺）が大半を占めていた。1873年（明治6年）に八丁目中寺町（15ヶ寺）は西成郡吉右衛門肝煎地と東成郡東高津村（竹林寺・妙中寺・無量寺の3ヶ寺）へ分割編入、八丁目東寺町（11ヶ寺）は吉右衛門肝煎地へ編入された。
- 1882年（明治15年） 吉右衛門肝煎地が清堀村に改称。
- 1889年（明治22年）4月1日 清堀村が東成郡へ転属のうえ単独で町村制を施行し、東成郡清堀村となる。
- 1897年（明治30年）4月1日 大阪市へ編入され、東区清堀となる。
- 1900年（明治33年） 東区八丁目中寺町・八丁目東寺町に改編。
- 1943年（昭和18年）4月1日 天王寺区へ転属。
- 1965年（昭和40年） 八丁目中寺町・八丁目東寺町のそれぞれ全域および清堀町・餌差町・東高津北之町のそれぞれ一部を改編し、城南寺町の現行行政地名となる。

## 寺町
現在、寺町の八丁目中寺町15ヶ寺のうち12ヶ寺および八丁目東寺町11ヶ寺が当町に含まれている。
八丁目中寺町（15ヶ寺）
- 天然寺（城南寺町）
- 梅松院（城南寺町）
- 慶恩院（城南寺町）
- 超善寺（城南寺町） - 現在は本覚寺・伝光寺と合併して顕祥寺となっており、超善寺跡は顕祥寺本坊として利用されている。
- 長安寺（城南寺町）
- 蓮生寺（城南寺町）
- 竹林寺（上本町5丁目）
- 妙中寺（上本町5丁目）
- 大通寺（城南寺町）
- 栄松院（城南寺町）
- 極楽寺（城南寺町）
- 龍渕寺（城南寺町）
- 誓安寺（城南寺町）
- 誓福寺（城南寺町）
- 無量寺（東高津町）

八丁目東寺町（11ヶ寺）
- 天龍院（城南寺町）
- 十萬寺（城南寺町）
- 法蔵院（城南寺町）
- 仏心寺（城南寺町）
- 全慶院（城南寺町）
- 寶樹寺（城南寺町）
- 楞嚴寺（城南寺町）
- 大善寺（城南寺町）
- 宗心寺（城南寺町）
- 洞泉寺（城南寺町）
- 宗圓寺（城南寺町）

## 世帯数と人口
2019年（平成31年）3月31日現在の世帯数と人口は以下の通りである。
| 町丁     | 世帯数  | 人口    |
| -------- | ------- | ------- |
| 城南寺町 | 563世帯 | 1,026人 |

### 人口の変遷
国勢調査による人口の推移。
| 1995年（平成7年）  | 1,060人 | [ 5 ] |  |
| 2000年（平成12年） | 1,062人 | [ 6 ] |  |
| 2005年（平成17年） | 1,077人 | [ 7 ] |  |
| 2010年（平成22年） | 966人   | [ 8 ] |  |
| 2015年（平成27年） | 1,168人 | [ 9 ] |  |

### 世帯数の変遷
国勢調査による世帯数の推移。
| 1995年（平成7年）  | 391世帯 | [ 5 ] |  |
| 2000年（平成12年） | 388世帯 | [ 6 ] |  |
| 2005年（平成17年） | 419世帯 | [ 7 ] |  |
| 2010年（平成22年） | 368世帯 | [ 8 ] |  |
| 2015年（平成27年） | 464世帯 | [ 9 ] |  |

## 事業所
2016年（平成28年）現在の経済センサス調査による事業所数と従業員数は以下の通りである。
| 町丁     | 事業所数 | 従業員数 |
| -------- | -------- | -------- |
| 城南寺町 | 85事業所 | 1,642人  |

## 施設
- 大阪市立高津中学校
- 東朋高等専修学校
- 大阪自動車整備専門学校

### かつて所在していた施設
- 郵政省→郵政事業庁→日本郵政公社→ゆうちょ銀行　大阪貯金事務センター[11]
  - 大阪南郵便局　城南寺町分室[12]

## その他

### 日本郵便
- 〒543-0017[3]（集配局：天王寺郵便局[13]）